# دارستان (کوهبنان)
دارستان (کوهبنان)، روستایی از توابع بخش مرکزی شهرستان کوهبنان در استان کرمان ایران است.

## جمعیت
این روستا در دهستان خرم‌دشت (کوهبنان) قرار دارد و براساس سرشماری مرکز آمار ایران در سال ۱۳۸۵، جمعیت ۲۰۳نفر و ۵۲خانوار بوده‌است.